# Sophie Winkleman
Sophie Lara Winkleman (Primrose Hill, Londres; 5 de agosto de 1980) es una actriz británica. Es la esposa de Lord Frederick Windsor, hijo del primo de la reina Isabel II, Miguel de Kent y, debido a esto, tiene el tratamiento de Lady Frederick Windsor.

## Primeros años
Winkleman nació en Primrose Hill, Londres. Su padre, Barry Winkleman, publicó Times Atlas of World History, Su madre es la autora de libros para niños, Cindy Black, y su medio-hermana a través del primer matrimonio de su padre es Claudia Winkleman. Sophie Winkleman fue educada en el City of London School for Girls y en el Trinity Hall, donde estudió literatura inglesa. Se unió a los Cambridge Footlights y escribió Far Too Happy, con la cual se fueron de gira por Reino Unido y les valió su primera nominación a los Perrier Awards en veinte años. Fue miembro del National Youth Theatre. También es una soprano, habiendo grabado una canción para la serie First Love.

## Carrera

### Televisión
Entre sus créditos se encuentran papeles recurrentes como Big Suze en Peep Show, numerosos papeles en Harry & Paul, Joely en White Teeth, Fiona en The Trial of Tony Blair, Abby en Plus One, Katerina en Red Dwarf: Back to Earth, Donna en Lead Balloon, Prudence en Keen Eddie, Elle Kensington en Chasing Alice, Angela Warren em Poirot, Princesa Eleanor en The Palace, Ghislaine en Robin Hood, Alice Shadwell en Dalziel and Pascoe, Ann Hamilton en Crimen en el paraíso, Jill en Hot in Cleveland, Sharon Kirby en CSI Miami y Dorothy Gibson en Titanic.
Winkleman fue nominada a mejor novata por su papel de Clara Gold en Waking the Dead. Winkleman hizo su debut en la televisión estadounidense en 100 Questions como Charlotte Payne y como personaje recurrente en Dos hombres y medio como Zoey, la novia inglesa de Walden Schmidt (Ashton Kutcher).

### Teatro
Winkleman se unió al National Youth Theatre of Great Britain en 1997. Entre sus papeles mientras estaba en la Universidad de Cambridge incluyó la Novia en la obra de Lorca, Bodas de sangre, Elizabeth en Seis grados de separación, Abigail en Las brujas de Salem, Dockdaisy en La resistible ascensión de Arturo Ui, Kate en Confusions, Madame de Merteuil en Les Liaisons Dangereuses y Fraulein Kost en Cabaret. Luego se traspasó a la Royal Shakespeare Company, haciendo de Veronique en La Bella y la Bestia y en Bath haciendo de Archangela en Galileo's Daughter dirigido por Peter Hall, Violet en Man and Superman y Charlotte en Don Juan. En 2012 hizo de Helena en What About Dick junto a Eddie Izzard, Russell Brand y Billy Connolly.

### Películas
Se incluyen Shattered y Love Live Long, escritas y dirigidas por Mike Figgis. Winkleman también hizo de Debbie Levine en Suzie Gold y de Susan Pevensie de mayor en The Chronicles of Narnia: The Lion, the Witch and the Wardrobe. Otras incluyen Seared, Love Letters, y The Lost Domain, Le Grand Meaulnes, y Post.

### Radio
Winkleman es regular en la sección de comedia y drama de BBC. Ha sido parte de programas como Giles Wemmbley-Hogg Goes Off y Tea for Two. Hizo de Polly Pot en Uncle Fred in the Springtime junto a Alfred Molina y Rufus Sewell, Gloria en You Never Can Tell, y Zoe en Henceforward, junto a Jared Harris. También hizo el papel de Sasha en Von Ribbentrop's Watch, Anna Freud en Dr. Freud Will See You Now, Mrs. Hitler, de la guerra amazona Penthiselea junto a Alistair McGowan y Stephen Mangan en ElvenQuest. También ha protagonizado varias obras de Dr Who en Radio 4.

## Vida personal
El 14 de febrero de 2009, Winkleman se comprometió con Lord Frederick Windsor, el hijo del príncipe y la princesa Miguel de Kent. Se casaron en el Hampton Court Palace el 12 de septiembre de 2009. Debido a su matrimonio, se le llama Lady Frederick Windsor, pero continúa utilizando su apellido de soltera en su carrera. El 13 de agosto de 2013, la pareja tuvo una hija, Maud Elizabeth Daphne Marina, nacida en el Ronald Reagan UCLA Medical Center en Los Ángeles, y fue la primera nieta del príncipe y la princesa Miguel de Kent. Su segundo hijo, una niña llamada Isabella Alexandra May, nació el 16 de enero de 2016 en el Chelsea and Westminster Hospital.
El 3 de diciembre de 2017, salió a la luz que Winkleman había sufrido fracturas en la cabeza tras un choque con su vehículo, también sufriendo de una fractura en la espalda. Fue reportado que no sufriría daños a la larga pero tuvo que pasar por semanas de recuperación.

## Filmografía
- 2001: Me Without You
- 2002: Ultimate Force como Mujer del Banco
- 2002: White Teeth como Joely
- 2002: Waking the Dead como Joanna Gold/Clara Gold (2 episodios)
- 2003: Chasing Alice
- 2003: Keen Eddie como Prudence
- 2003: Agatha Christie's Poirot como Angela Warren
- 2004: Suzie Gold como Debbie Levine
- 2004: AD/BC: A Rock Opera como Wise Man
- 2005: The Chronicles of Narnia: The Lion, the Witch and the Wardrobe como Susan de mayor
- 2005–2010: Peep Show as Big Suze (10 episodes)
- 2006: Lewis como Regan Peverill
- 2006: Dalziel and Pasco como Alice Shadwell (2 episodios)
- 2007: The Trial of Tony Blair como Fiona
- 2007: Shattered como Natalie Encore
- 2007–present: Harry and Paul como varios personajes
- 2008: The Palace como Princesa Eleanor (8 episodios)
- 2008: Love Live Long como Rachel
- 2008: Seared como Stranger
- 2009: Plus One como Abby Ross
- 2009: Kingdom como Kate
- 2009: Red Dwarf: Back to Earth como Katerina (2 episodios)
- 2009: Red Dwarf: The Making of Back to Earth como Ella Misma
- 2009: Robin Hood como Ghislaine
- 2010: 100 Questions como Charlotte Payne (6 episodios)
- 2011: Lead Balloon
- 2011: CSI: Miami como Sharon Kirby
- 2011: Crimen en el paraíso como Mrs Hamilton
- 2012: Titanic como Dorothy Gibson
- 2015: Hot in Cleveland como Jill Scroggs (1 episodio)
- 2011–2015: Dos hombres y medio como Zoey (Temporadas 9–12)
- 2016: La ley de Milo Murphy como Time Ape
- 2018: Trust como Margot
- 2023: Wonka como La Condesa